# Колодязне (заказник)
 Коло́дязне  — ботанічний заказник місцевого значення. Розташований в Краматорському районі Донецької області біля села Зелене. Статус заказника присвоєно рішенням обласної ради № XXII/14-38 від 30 вересня 1997 року. Площа — 30,8 га. Територія заказника — різнотравно-типчаково-ковиловий степ, де росте 5 видів рослин, занесених до Червоної книги України.